# Richard V. Spencer

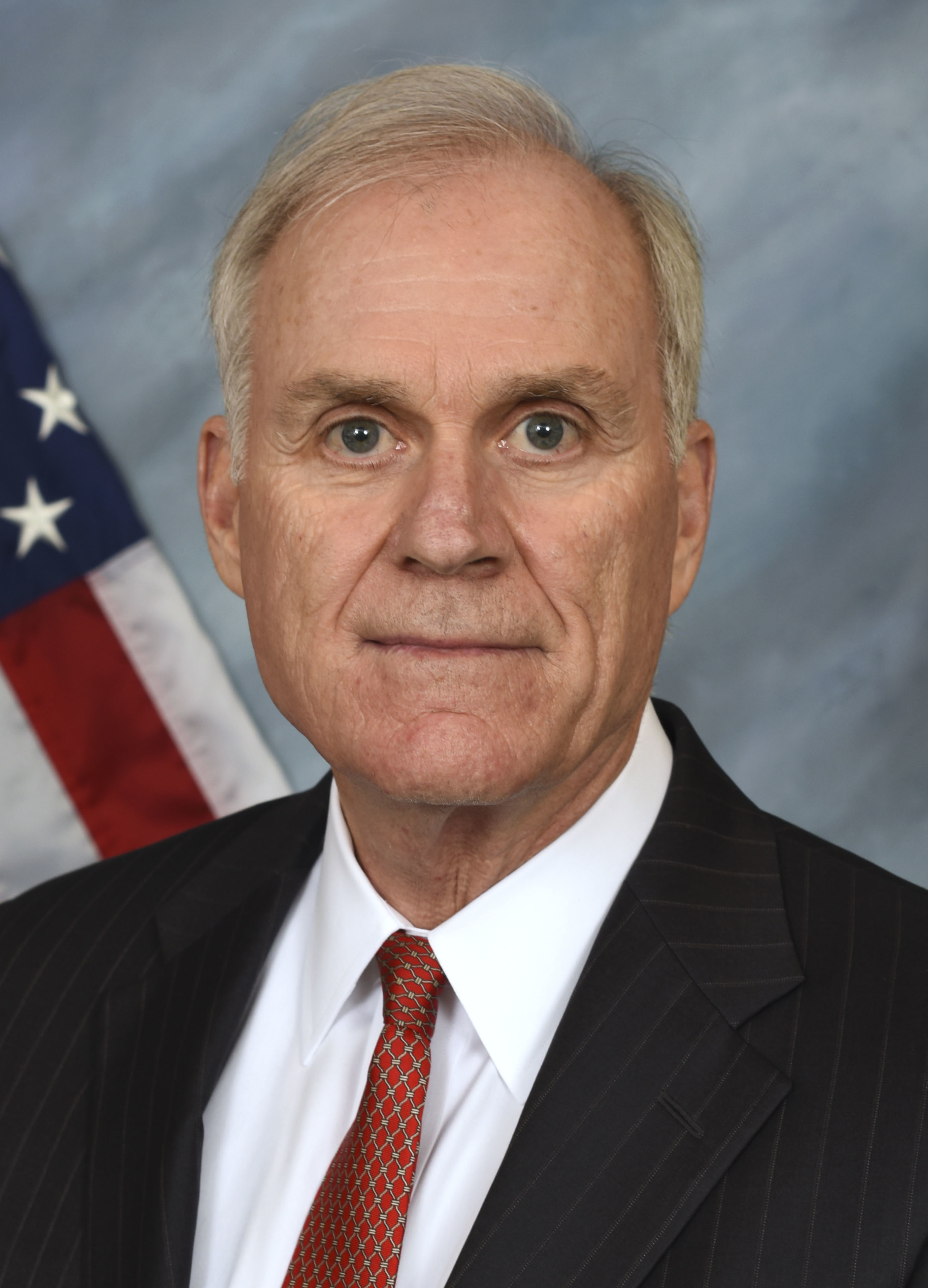
Richard V. Spencer (2017)

Richard Vaughn Spencer (* 18. Januar 1954 in Waterbury (Connecticut)) ist ein US-amerikanischer Politiker und Geschäftsmann. Von 2017 bis 2019 amtierte er als 76. United States Secretary of the Navy.

## Leben
Spencer besuchte das Rollins College als Student mit wirtschaftswissenschaftlichem Schwerpunkt. Nach seinem Abschluss trat er dem United States Marine Corps bei und war von 1976 bis 1981 Marine Pilot.
Nachdem er die Marines im Range eines Kapitänleutnants verlassen hatte, arbeitete er 15 Jahre lang an der Wall Street und hatte Positionen u. a. bei Goldman Sachs, Bear Stearns und Merrill Lynch inne. Von 2001 bis 2008 war er Vice Chairman und Chief Financial Officer von Intercontinental Exchange. In den Jahren 2009 bis 2015 war Spencer Mitglied des Defense Business Board, eines Pentagon-Beratungsgremiums, und des Chief of Naval Operations Executive Panel.
Im Juni 2017 ernannte US-Präsident Donald Trump Spencer zum 76. United States Secretary of the Navy. Spencer wurde am 1. August 2017 vom US-Senat bestätigt und am 3. August 2017 vereidigt. Vom 15. Juli 2019 bis zum 23. Juli 2019 leitete er interimistisch auch das Verteidigungsministerium.
Am 24. November 2019 forderte Verteidigungsminister Mark Esper Spencer auf zurückzutreten. Medien berichteten, Spencer habe der Bitte entsprochen. In einem offenen Schreiben habe er erklärt, dass er die Begnadigung des wegen eines im Einsatz begangenen Verbrechens verurteilten Navy Seals Eddie Gallagher durch Präsident Trump nicht mit seinem Amtseid vereinbaren könne. Spencer hat Rücktrittsabsichten jedoch dementiert.